# Un passo avanti e due indietro
Un passo avanti e due indietro (in russo: Шаг вперёд, два шага назад) è una delle opere politiche di Lenin, un saggio pubblicato nel maggio 1904 nel quale egli difende la propria posizione al secondo congresso del Partito Operaio Socialdemocratico Russo, tenutosi a Bruxelles e Londra nell'estate del 1903. Lenin prende in esame le circostanze che avevano portato alla scissione tra Bolscevichi e Menscevichi all'interno del partito, originatasi da differenti punti di vista tra lui e Julij Martov circa lo statuto del partito.

## Descrizione
Il libro è una sorta di resoconto degli eventi del secondo congresso del POSDR, con dettagliate presentazioni delle proposte dei delegati su varie questioni messe al voto, analisi approfondite delle fazioni di partito, delle correnti e delle coalizioni all'interno dello stesso. La valutazione di Lenin sulla direzione dell'opposizione, guidata da Martov e in seguito chiamata fazione "menscevica", è sempre categoricamente negativa, anche dispregiativa. L'opera si compone di oltre 200 pagine, e non ce n'è una in cui Lenin in qualche modo non li definisca "opportunisti", "teppisti", "intellettuali borghesi", "stagnanti", e così via.

## Il secondo Congresso (1903)

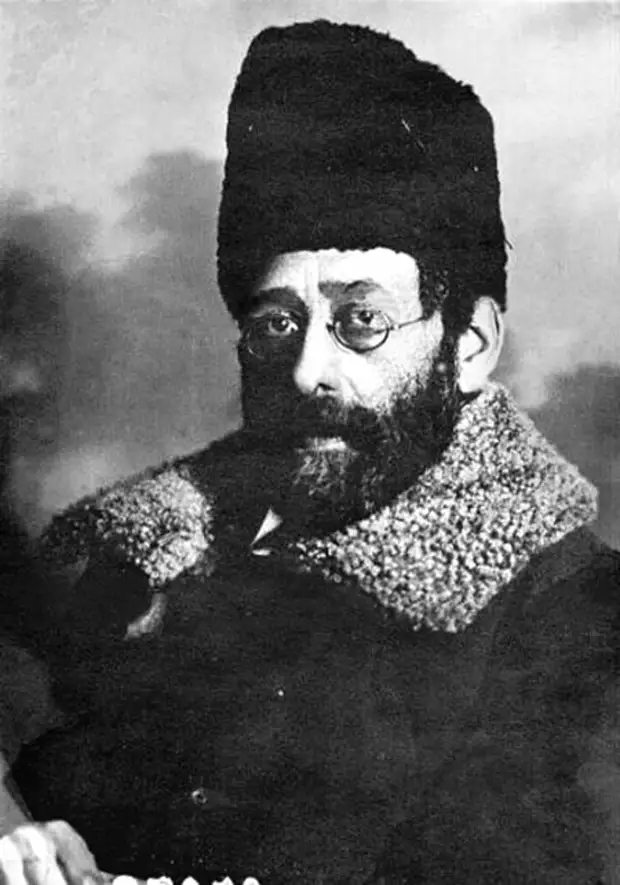
Julij Martov, capo della fazione menscevica del POSDR.

Nel 1903 il secondo congresso del POSDR si tenne a Bruxelles (Belgio) e poi a Londra, come un tentativo di creare una forza unita. Dopo controlli senza precedenti effettuati dalle autorità belghe, la sede del congresso fu trasferita a Londra, alla Tottenham Court Road public house. Nella capitale inglese, tuttavia, il 17 novembre il partito si separò in due frazioni inconciliabili: i bolscevichi (большеви́к; da Bolshinstvo - "maggioranza" in russo), capeggiati da Lenin, e i menscevichi (меньшеви́к; dal russo Menshinstvo, "minoranza"), guidati da Julij Martov. Contraddittoriamente, i menscevichi erano in realtà la frazione maggioritaria, tuttavia i nomi menscevico e bolscevico facevano riferimento al voto tenutosi in quel congresso del 1903 per decidere il comitato di redazione del giornale di partito, Iskra (Scintilla), dove i bolscevichi ottennero la maggioranza sui menscevichi. Questi nomi furono usati durante il resto delle discussioni congressuali e continuarono a essere usati anche dopo la rottura, anche se la fazione di Lenin si rivelò meno consistente della menscevica e lo rimase fino alla rivoluzione russa.
1. Furono le posizioni di Lenin riguardo al centralismo democratico e alle condizioni per l'iscrizione al partito che causarono la divisione interna. Lenin proponeva che per appartenere al partito si dovesse riconoscerne il programma e si dovesse sostenerlo "sia con mezzi materiali sia partecipando personalmente a una delle sue organizzazioni" (concezione "restrittiva"); al contrario i menscevichi, tramite Martov, erano a favore di adesioni più larghe e meno impegnative (concezione "elastica"). I bolscevichi sostenevano che la classe operaia dovesse dirigere, al posto dell'imbelle borghesia russa, la rivoluzione democratica anti-zarista, come primo passo per la rivoluzione socialista. I menscevichi, invece, ritenevano che la lotta anti-zarista dovesse essere condotta e diretta dalla borghesia e che gli operai dovessero lottare nel frattempo per i propri interessi di classe. Nonostante diversi tentativi di riunificazione, la divisione si rivelò definitiva.